# آلتئا لورین
آلتئا لورین (انگلیسی: Althéa Laurin؛ زادهٔ ۱ سپتامبر ۲۰۰۱) تکواندوکار اهل فرانسه بود.